# Château de Losange
Pour les articles homonymes, voir Losange (homonymie).
Le château de Losange est un château blanc situé en Belgique, au milieu de la forêt ardennaise au lieu-dit Losange (luxembourgeois : Lossich/Loseg), près du petit village de Villers-la-Bonne-Eau, dans la province de Luxembourg.
Ce château est devenu plus célèbre depuis 1999 car il a appartenu au comte (décédé en 2008) et à la comtesse Patrick d'Udekem d'Acoz, les parents de la reine Mathilde de Belgique, l'épouse du roi Philippe de Belgique. Celui-ci a succédé à son père le roi Albert II de Belgique le 21 juillet 2013 après son abdication. C'est dans ce château que la reine Mathilde a vécu toute son enfance.
Le propriétaire actuel du château est Charles Henry d'Udekem d'Acoz, frère de la reine Mathilde de Belgique.